# 台灣雪豹科技
台灣雪豹科技為中國軟體開發公司獵豹移動之台灣合作夥伴，與獵豹移動合作研發App產品，並協助台灣和海外市場行銷推廣，同時負責獵豹移動軟體產品在台灣的行銷推廣和整合。
2021年1月19日，台灣雪豹科技宣布解散。

## 歷史
台灣雪豹科技成立於2014年，具備軟體研發、行銷、業務能力，致力於研發和代理國際級的行動軟體。

## 產學合作
- 東吳大學商學院[2]
- 國立政治大學[3]
- 「東協印度市場青年領袖培育計畫」[2]

## 外部連結
- 台灣雪豹科技的Facebook專頁